# كارسيدو دي بيوريبا
بلدية كارسيدو دي بيوريبا (بالإسبانية: Carcedo de Bureba)‏, هي إحدى بلديات مقاطعة برغش, التي تقع في منطقة قشتالة وليون, والتي تقع في شمال غرب إسبانيا.
يبلغ عدد سكانها 43 نسمة وفقاً لإحصائية سنة (2002).